# Macrosaces citrodesma
Macrosaces citrodesma är en fjärilsart som beskrevs av Edward Meyrick 1911. Macrosaces citrodesma ingår i släktet Macrosaces och familjen praktmalar, Oecophoridae. Inga underarter finns listade i Catalogue of Life.